# Billion Dollar Babies
Billion Dollar Babies — шестой студийный альбом Элиса Купера и его группы, выпущенный Warner Bros. 25 февраля 1973 года и возглавивший американский и английский альбомные чарты одновременно. Синглами из него вышли: «Elected» (1972, № 4 Великобритания), «Hello, Hooray» (1973, № 6 Великобритания, № 35 США), «No More Mr. Nice Guy» (1973, № 10 Великобритания, № 35 США), «Billion Dollar Babies» (1973, № 57 США). Многие песни альбома впоследствии вошли в концертный репертуар Купера: «I Love the Dead» сопровождает ритуал его сценической «казни», «Elected» часто исполняется в конце программы на бис.
Альбом получил статус мультиплатинового, а интернет-ресурс AllMusic не только назвал его одним из лучших в творчестве Купера, но и причислил к выдающимся образцам классического рока всех времён.

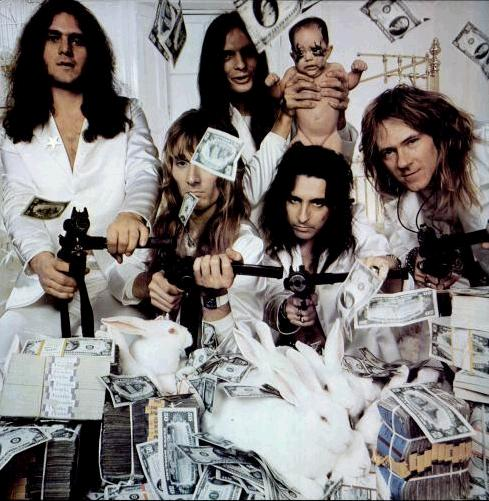
Кадр фотосессии к альбому, опубликованный в журнале Billboard за 31 марта 1973 года

## Оформление обложки
Обложка альбома, оформленная как гигантский кошелёк из змеиной кожи (со вложенной купюрой в миллиард долларов), была номинирована на «Грэмми».
Девочка, присутствующая на фотографиях, сделанных для разворота, — Лола Пфайффер, дочь Кэролайн Пфайффер, британского PR-агента Alice Cooper. Несколько лет спустя девочка умерла после болезни.
В связи с фотографиями для обложки у группы возникли проблемы. Во-первых, согласно американскому законодательству, для фотографического воспроизведения американской валюты требуется специальное разрешение ФБР. Во-вторых, если верить Деннису Данауэю, группа для фотосессии заняла ровно один миллион долларов и отправила деньги в студию бронированной машине с собственными секьюрити. Когда деньги после окончания съёмок пересчитали, выяснилось, что недостает одной 10-долларовой купюры. Деннис утверждает, что «Глен не смог побороть соблазн». Купюра позже была найдена в осветительной системе номера.

## Идея альбома. Комментарии к песням
Главная идея альбома состояла в том, что каждый из нас страдает той или иной формой болезненной извращённости. Другое дело, это должна быть непременно американская извращённость: мы, знаете ли, националисты!
Оригинальный текст (англ.)The whole point behind the album is to exploit the idea that everyone has sick perversions. But they’ve got to be American perversions; we’re very nationalistic, you know.
— Элис Купер
- Автор «Hello Hooray» — Рольф Кемпф, канадец. Впервые эту песню исполнила Джуди Коллинз[40].
- Ренфилд, владелец куперовских архивов, утверждает, что вдохновила Купера на создание песни «No More Mr. Nice Guy» статья в журнале Rolling Stone. Песня была написана, ещё когда группа работала над Killer, но была отвергнута, не вписавшись в тематику альбома. По той же причине она не была включена в School’s Out.
- «Mary Ann» была написана о Мэри Вайтхаус, скандально знаменитой в то время английской активистке, боровшейся против безнравственности на телевидении. Но, как утверждает Майкл Брюс, в первом варианте это была песня протеста против вьетнамской войны, и там была строчка: «Uncle Sam, I’m really sad about you, indeed I am, I just can’t be around you, Uncle Sam I thought you were… a man»[40].
- В основу «Elected» легла песня «Reflected» из альбома Pretties for You[40].
- Партию бэкинг-вокала в «Billion Dollar Babies» исполнил Донован. На концертах его партию брал на себя Майкл Брюс[40].
- Основная часть текста и общая структура «Sick Things» имеет определённое сходство с музыкой к фильму Если.... с участием Малкольма Макдауэлла (известного по «Механическому апельсину»). Хорал, здесь использованный, называется «Sanctus»: он заимствован из «Missa Luba, An African Mass»[40].

## «Elected»
Песня «Elected» является переписанной песней «Reflected» с дебютного альбома группы Pretties for You.
1972 год был годом президентских выборов в Америке. Элис Купер заранее объявил: «Ненавижу политику, она скучна», — но не упустил шанса «…растерзать в клочья эту священную корову: всеми почитаемый символ американской выборной системы» (Джеффри Морган).

Много было написано о том, что The Sex Pistols первыми воспели нигилизм как образ жизни — в своём официальном слогане: «Нам плевать!» Элис, однако, за пять лет до этого — в «Elected» — идеально выразил всеобщую апатию тех времён, провозгласив собственную Декларацию Наплевательства: «Я знаю, что у нас есть проблемы. У нас есть проблемы на севере, юге, востоке и западе. Нью-Йорк-сити. Сент-Луис. Филадельфия, Лос-Анджелес, Детройт, Чикаго. У всех есть проблемы. И мне лично на это — плевать».
Оригинальный текст (англ.)…much has been written about how the Sex Pistols were at the vanguard of extolling nihilism as a way of life with their official slogan, «We Don’t Care.» Alice, however, accurately reflected the ruling apathy of the times when, half a decade earlier in «Elected», he issued this Declaration of Indifference: "I know we have problems. We have problems in the North, South, East, and West. New York City. St. Louis. Philadelphia, Los Angeles, Detroit, Chicago. Everybody has problems. And personally, I don’t care."
— Джеффри Морган. Биография Элиса Купера.
«Elected», кроме того, стал одним из первых «ролевых» рок-видео. Участники группы изображали здесь своего рода антураж Элиса-кандидата в президенты, а тот жал руку прохожему и купался в деньгах, которыми осыпал его организатор предвыборной кампании — шимпанзе.
«Были три вещи, над которыми мы насмехались — это секс, смерть и деньги», — позже говорил Купер.
Голос комментатора, который звучит в песне, принадлежит Уолтеру Уинчеллу (1897—1972), шумному и навязчивому радиоведущему, который вёл 15-минутную программу транслировавшуюся из Нью-Йорка с 1932 года до начала 1950-х годов. В 1959—1963 годах он озвучивал авторский голос в телесериале «The Untouchables». В 1965 году Уинчелл переехал в Лос-Анджелес и здесь умер 20 февраля 1972 года, за несколько дней до того, как участники группы решили пригласить его к записи альбома.

## Суперзвёздный джем
Во время работы над альбомом Billion Dollar Babies был спонтанно проведён суперзвёздный джем с участием Кита Муна (ударные), Рика Грича (бас-гитара, экс-Blind Faith), Марка Болана (гитара), Донована и Харри Нилссона (вокал). Вопреки общепринятому мнению, ни одной песни Alice Cooper тогда исполнено не было: в основном это были рок-н-ролльные стандарты с импровизированными (в основном, неприличными) текстами. Записи этого джема сохранились, но «…они оказались слишком бессвязны, чтобы их можно было как-то использовать» (Ренфилд, сентябрь 1998).
Вот как вспоминал об этом событии Мик Машбир:

Однажды вечером в ноябре 1973 года Марк Болан зашёл в лондонскую Morgan Studios, и вместе с ним был Рик Греч из Blind Faith. Майк Брюс и Деннис Данэвэй куда-то на день отлучились. Я ждал своей очереди, нужно было сделать кое-какие наложения. Я спросил Марка, не хочет ли он сыграть джем, и глаза у него загорелись. Нил <Смит> был все ещё в студии. Я заиграл рифф — в духе «Bang a Gong». Рик Греч подхватил бас, и началось. Где-то через час появились Элис Купер, Кит Мун и Харри Нилссон — пребывали они в настроении, скажем так, радостном! — ну, и начали подпевать. Боб Эзрин пришёл в необычайное волнение. Джемы супергрупп в то время были весьма популярны. Он запустил плёнку, и тут Кит Мун запел: «I blew a dog»! Эзрин разозлился и выставил всех вон. Позже меня никто никогда не упоминал как инициатора этого джема, но так оно на самом деле и было.
Оригинальный текст (англ.)One evening at the studio (Morgan Studios, Nov` 73) in London, he came by with Rick Gretch (Blind Faith). Mike Bruce and Dennis Dunaway had left for the day. I was waiting to do some overdubs. I asked Marc if he wanted to jam, and his eyes lit up. Neal was still here. I started playing a riff with a "Bang a Gong" (Marc’s BIG hit) vibe. Rick Gretch picked up the bass and we were off. After about an hour Alice, Keith Moon and Harry Neilson showed up quite, shall we say, Happy! They started to sing along. Bob Ezrin got very excited. Super group jams were very big at that time. He had the tape rolling. Well Keith Moon started singing «I blew a dog»". Ezrin freaked out and tossed everyone out. I have never been credited with starting that jam or even playing .. but there ya go.
— Мик Мэшбир, июнь 1998
Майк Пэйтресс упоминает об этом в книге «Marc Bolan: The Rise and Fall of a 20th Century Superstar». В числе участников он называет также дуэт Flo & Eddie.

## Турне

Рекламный постер к турне группы

Гастроли в поддержку альбома начались как проект под названием Alice at the Palace. Предполагалось, что это будет постановка бродвейского типа, и хореографом для неё был приглашён Майкл Беннет (звезда The Follies). Премьеру решили провести в Palace Theatre, но руководство последнего отказалось от участия. Тогда действие было перенесено в 1,7-тысячный зал Broadway Theatre, но и здесь пятидневная серия концертов была отменена.
Если верить Джо Гринбергу, руководство театра получило фантастическое (33 тысячи — и это без всякой рекламы) количество заказов на билеты и сначала заподозрило, что имеет дело с розыгрышем, а потом не захотело иметь дело с разгневанными фанатами, которые не получат билетов.
В результате начался самый обычный концертный тур в поддержку альбома. Идея Alice at the Palace обсуждалась ещё несколько лет, но реализована не была. Турне не выехало за пределы США, но Элис совершил промовыезд в Европу в начале 1974 года, появившись на Радио Люксембург, BBC Radio 1 и в программе The Old Grey Whistle Test.
Никсона в ходе гастролей изображал знаменитый двойник, известный как Richard Dixon.
Постер к Billion Dollar Babies Tour создал Прэйри Принс, участник The Tubes.

## Список композиций
| №  | Название                | Автор(ы)                                            | Длительность |
| -- | ----------------------- | --------------------------------------------------- | ------------ |
| 1. | «Hello Hooray»          | Рольф Кемпф                                         | 4:14         |
| 2. | «Raped and Freezin’»    | Майкл Брюс, Элис Купер                              | 3:15         |
| 3. | «Elected»               | Купер, Брюс, Глен Бакстон, Деннис Данауэй, Нил Смит | 4:05         |
| 4. | «Billion Dollar Babies» | Купер, Брюс, Реджи Винсент                          | 3:39         |
| 5. | «Unfinished Sweet»      | Купер, Брюс, Смит                                   | 6:17         |

| №                   | Название               | Автор(ы)                            | Длительность |
| ------------------- | ---------------------- | ----------------------------------- | ------------ |
| 1.                  | «No More Mr. Nice Guy» | Брюс, Купер                         | 3:05         |
| 2.                  | «Generation Landslide» | Купер, Брюс, Данауэй, Смит, Бакстон | 4:31         |
| 3.                  | «Sick Things»          | Брюс, Купер, Боб Эзрин              | 4:18         |
| 4.                  | «Mary Ann»             | Брюс, Купер                         | 2:19         |
| 5.                  | «I Love the Dead»      | Купер, Эзрин                        | 5:08         |
| Общая длительность: | Общая длительность:    | Общая длительность:                 | 40:51        |

| №                   | Название | Автор(ы)                            | Длительность                     |
| ------------------- | --- | ----------------------------------- | -------------------------------- |
| 1.                  | «Hello Hooray» (запись с концерта в Хьюстоне и Далласе, США, 28–29 апреля 1973 года)                                                                         | Кемпф                               | 3:04                             |
| 2.                  | «Billion Dollar Babies» (запись с концерта в Хьюстоне и Далласе, США, 28–29 апреля 1973 года)                                                                | Купер, Брюс, Винсент                | 3:47                             |
| 3.                  | «Elected» (запись с концерта в Хьюстоне и Далласе, США, 28–29 апреля 1973 года)                                                                              | Купер, Брюс, Бакстон, Данауэй, Смит | 2:28                             |
| 4.                  | «I’m Eighteen» (запись с концерта в Хьюстоне и Далласе, США, 28–29 апреля 1973 года)                                                                         | Купер, Брюс, Бакстон, Данауэй, Смит | 4:50                             |
| 5.                  | «Raped and Freezin’» (запись с концерта в Хьюстоне и Далласе, США, 28–29 апреля 1973 года)                                                                   | Купер, Брюс                         | 3:14                             |
| 6.                  | «No More Mr. Nice Guy» (запись с концерта в Хьюстоне и Далласе, США, 28–29 апреля 1973 года)                                                                 | Купер, Брюс                         | 3:07                             |
| 7.                  | «My Stars» (запись с концерта в Хьюстоне и Далласе, США, 28–29 апреля 1973 года)                                                                             | Купер, Эзрин                        | 7:32                             |
| 8.                  | «Unfinished Sweet» (запись с концерта в Хьюстоне и Далласе, США, 28–29 апреля 1973 года)                                                                     | Купер, Брюс, Смит                   | 6:01                             |
| 9.                  | «Sick Things» (запись с концерта в Хьюстоне и Далласе, США, 28–29 апреля 1973 года)                                                                          | Купер, Брюс, Эзрин                  | 3:16                             |
| 10.                 | «Dead Babies» (запись с концерта в Хьюстоне и Далласе, США, 28–29 апреля 1973 года)                                                                          | Купер, Брюс, Бакстон, Данауэй, Смит | 2:58                             |
| 11.                 | «I Love the Dead» (запись с концерта в Хьюстоне и Далласе, США, 28–29 апреля 1973 года)                                                                      | Купер, Эзрин                        | 4:48                             |
| 12.                 | «Coal Black Model T» (прежде не выпускавшаяся песня (ранняя версия «Slick Black Limousine»)                                                                  | Купер, Данауэй                      | 4:28                             |
| 13.                 | «Son of a Billion Dollar Babies (Generation Landslide)» (прежде не выпускавшаяся песня (ранняя версия «Generation Landslide»)                                | Купер, Брюс, Данауэй, Смит, Бакстон | 3:45                             |
| 14.                 | «Slick Black Limousine» (сингл, выпускавшийся на гибкой 7-дюймовой грампластинке в качестве приложения к номеру New Musical Express от 17 февраля 1973 года) | Купер, Данауэй                      | 4:26                             |
| Общая длительность: | Общая длительность: | Общая длительность:                 | 62:51 Общая длительность: 103:42 |

## Участники записи
Список составлен по сведениям базы данных Discogs.
| Alice Cooper band: - Элис Купер — вокал - Глен Бакстон — гитара - Майкл Брюс — ритм-гитара, клавишные, бэк-вокал - Деннис Данауэй — бас-гитара, бэк-вокал - Нил Смит — ударные, бэк-вокал Приглашённые музыканты: - Донован — бэк-вокал («Billion Dollar Babies») - Стив Хантер — гитарные соло («I Love the Dead», «Generation Landslide», «Sick Things»). - Мик Мэшбир — гитара - Дик Вагнер — гитара («I Love the Dead», «Hello Hurray») - Марк Болан — гитара - Боб Долан — клавишные - Боб Эзрин — клавишные - Дэвид Либерт — вокал - Реджи Винсент — перкуссия («Elected»), гитара («Billion Dollar Babies», «Elected», «Raped and Freezin’», «No More Mr. Nice Guy») Технический персонал: - Боб Эзрин — продюсер - Джек Дуглас — звукоинженер - Робин Блэк — звукоинженер - Франк Хубах — звукоинженер | Технический персонал: - Эд Сприг — звукоинженер - Шелли Якус — звукоинженер - Питер Флэнаган — звукоинженер - Джордж Марино — мастеринг-инженер - Брайан Кехью — монтаж, пересведение переиздания 2001 года - Билл Инглот — монтаж, пересведение переиздания 2001 года - Pacific Eye & Ear — идея дизайна - Грег Аллен — арт-директор, дизайнер - Хью Браун — арт-директор, дизайнер - Дэвид Бейли — фотография на обложке - Нил Престон — фотограф - Линн Голдсмит — фотограф - Джо Мотта — координатор - Стив Вулард — координатор - Рэнди Перри — административный ассистент - Ванесса Аткинс — музыкальный редактор переиздания 2001 года - Норма Эдвардс — редакционные исследования переиздания 2001 года - Шон Эймос — редактор-координатор переиздания 2001 года - Брайан Смит — текст аннотации к переизданию 2001 года |

## Позиции в хит-парадах и уровни продаж
| Год       | Хит-парад                           | Высшая позиция | Пребывание |
| --------- | ----------------------------------- | -------------- | ---------- |
| 1973—1974 | Австралия (Kent Music Report)       | 4              | нет данных |
| 1973—1974 | Австрия (Ö3 Austria)                | 4              | 16 недель  |
| 1973—1974 | Великобритания (UK Albums Chart)    | 1              | 23 недели  |
| 1973—1974 | Германия (Offizielle Top 100)       | 9              | 7 недель   |
| 1973—1974 | Канада (RPM 100 Albums)             | 2              | 35 недель  |
| 1973—1974 | Нидерланды (Album Top 100)          | 1              | 17 недель  |
| 1973—1974 | Норвегия (VG-lista)                 | 6              | 16 недель  |
| 1973—1974 | США (Billboard 200)                 | 1              | 50 недель  |
| 1973—1974 | Финляндия (Suomen virallinen lista) | 1              | 41 неделя  |

| Хит-парад (1973)                   | Позиция |
| ---------------------------------- | ------- |
| Нидерланды (Buma/Stemra)           | 4       |
| США (Billboard Top Popular Albums) | 15      |
| ФРГ (Offizielle Top 100)           | 26      |

| Регион                                                      | Сертификация | Продажи    |
| ----------------------------------------------------------- | ------------ | ---------- |
| Австралия (ARIA)                                            | Золотой      | 35 000^    |
| Канада (Music Canada)                                       | Золотой      | 50 000^    |
| США (RIAA)                                                  | Платиновый   | 1 000 000^ |
| ^ Данные о тиражах приведены только на основе сертификации. |              |            |